# Mummie guance di Necochea

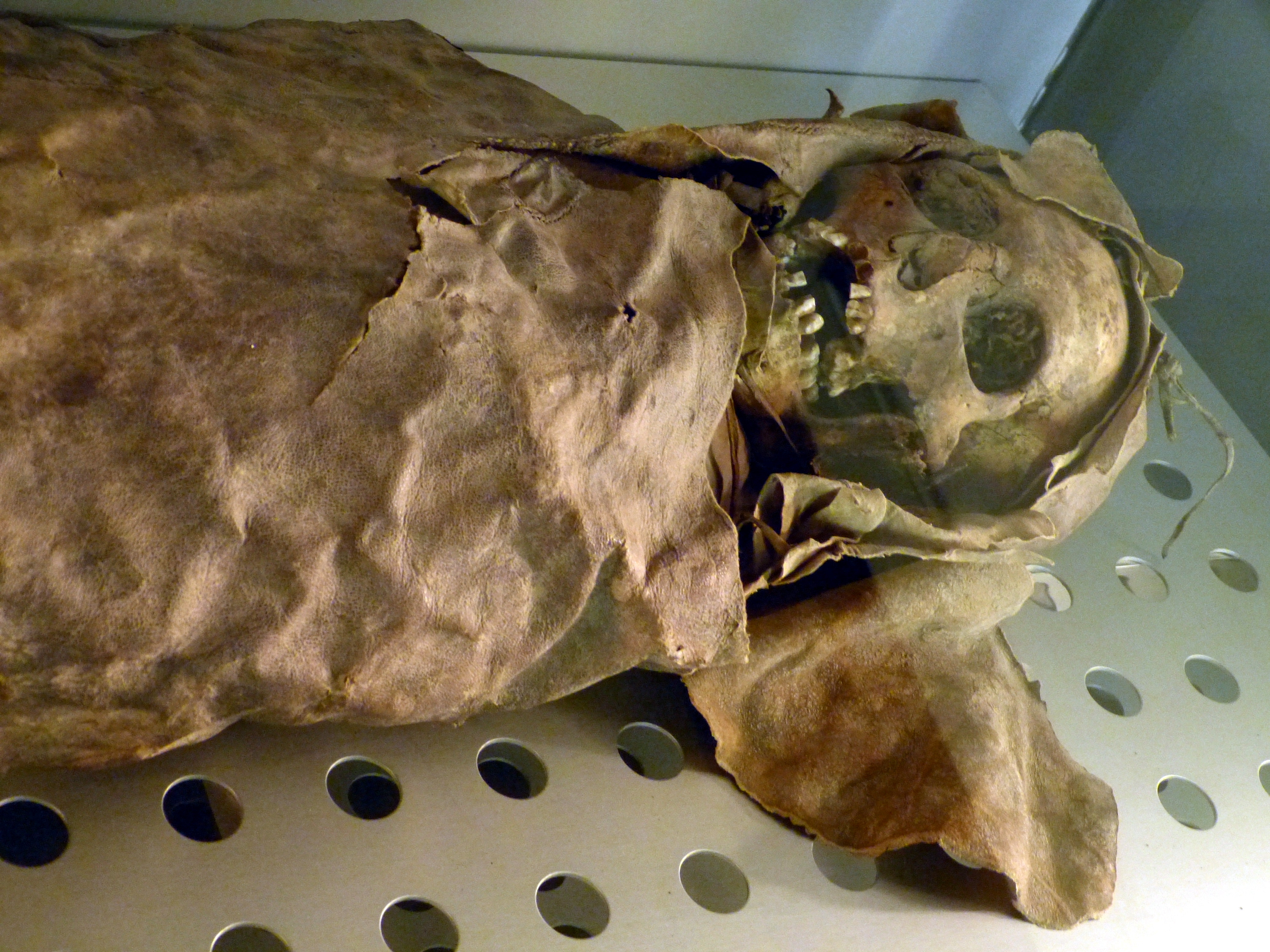
Una delle due Mummie guanche di Necochea al Museo di natura e archeologia di Santa Cruz de Tenerife.

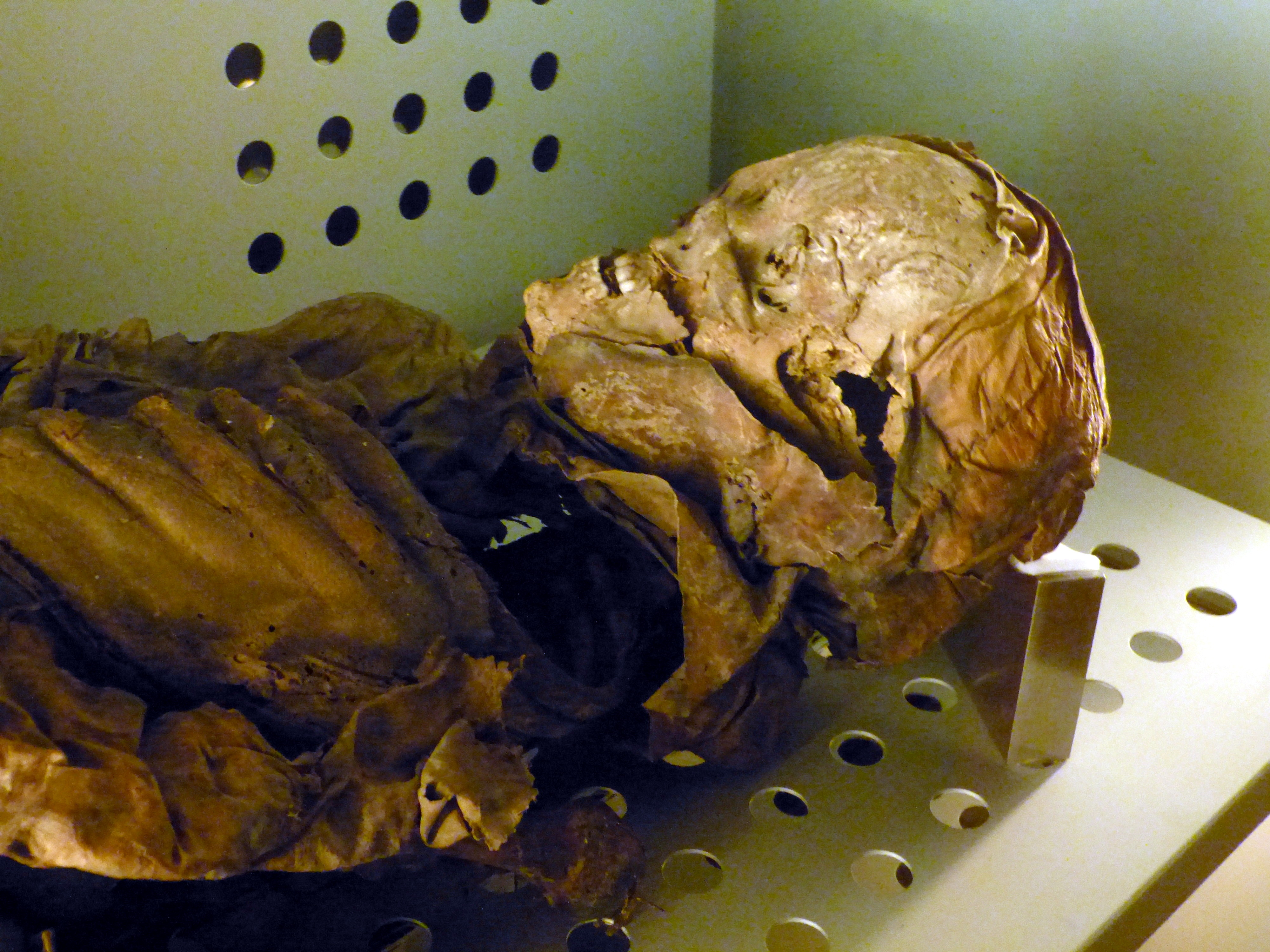
Volto di mummia maschile.

Le Mummie guanci di Necochea sono due mummie guance (antichi abitanti dell'isola di Tenerife, Isole Canarie, Spagna). Esse sono attualmente esposte presso il Museo di natura e archeologia a Santa Cruz de Tenerife.
Hanno assunto questo nome perché sono state esposte, fino al 2003, presso il Museo civico di scienze naturali di Necochea, provincia di Buenos Aires (Argentina). Vennero rimpatriate dall'Argentina dove erano state trasferite nel 1890. Si tratta di due individui, rispettivamente di sesso femminile e maschile: la donna avrebbe tra 20 e 24 anni ed è avvolta in un particolare sudario. L'altra mummia sarebbe un uomo tra i 25 e i 29 anni e ha una particolarità: la sua posizione con le gambe piegate con i talloni contro i glutei. I due sono avvolti in sudari realizzati con pelle di cinghiale. Secondo gli esperti, le mummie risalgono al IX secolo.
Nessuno sa con certezza l'origine esatta delle mummie a parte la sua origine guance di Tenerife, anche se si pensa che una potrebbe provenire da una grotta sepoltura nel Barranco Guayonje a Tacoronte e l'altra da La Orotava, anche se secondo altri potrebbero venire da Barranco de Herques a Güímar. Esse facevano parte della collezione di un museo privato di Tacoronte. Nel XIX secolo furono vendute al Museo de La Plata in Argentina, giungendovi per mano di un collezionista non identificato. Più tardi vennero trasferite nella città di Necochea, fino a quando, nel 2003, vennero restituite a Tenerife. Questo è stato il primo ritorno di resti umani mummificati dall'America all'Europa nella storia dell'archeologia.